# تيودور فيشر
تيودور فيشر (بالألمانية: Theodor Fischer)‏ (و. 1862 – 1938 م) هو مهندس معماري، وتربوي، وأستاذ جامعي من ألمانيا . ولد في شفاينفورت.
وهو عضو في Deutscher Werkbund .
توفي في ميونخ.

## أعمال بارزة
من أهم أعماله:
- Quellenhof
- Max-Joseph Bridge.

## مناصب وهيئات
أدار جامعة شتوتغارت، وجامعة ميونخ التقنية.